# Bistum Paulo Afonso
Das Bistum Paulo Afonso (lat.: Dioecesis Paulalfonsanensis) ist eine in Brasilien gelegene römisch-katholische Diözese mit Sitz in Paulo Afonso im Bundesstaat Bahia.

## Geschichte
Das Bistum Paulo Afonso wurde am 14. September 1971 durch Papst Paul VI. mit der Apostolischen Konstitution Pastorale menus aus Gebietsabtretungen des Bistums Bonfim errichtet und dem Erzbistum São Salvador da Bahia als Suffraganbistum unterstellt. Am 16. Januar 2002 wurde das Bistum Paulo Afonso dem Erzbistum Feira de Santana als Suffraganbistum unterstellt. Das Bistum Paulo Afonso gab am 21. September 2005 Teile seines Territoriums zur Gründung des Bistums Serrinha ab.

## Bischöfe von Paulo Afonso
- Jackson Berenguer Prado, 1971–1983
- Aloysio José Leal Penna SJ, 1984–1987, dann Koadjutorbischof von Bauru
- Mário Zanetta, 1988–1998
- Esmeraldo Barreto de Farias IdP, 2000–2007, dann Bischof von Santarém
- Guido Zendron, seit 2008